# Northborough
Northborough ist eine Kleinstadt (Town) im Worcester County im US-Bundesstaat Massachusetts am Assabet River.
Das U.S. Census Bureau hat bei der Volkszählung 2020 eine Einwohnerzahl von 15.741 ermittelt.
Der Ort liegt etwa 15 Kilometer östlich von Worcester und rund 50 Kilometer westlich von Boston an der Interstate 495. In direkter Nachbarschaft befinden sich Berlin im Norden und Marlborough im Osten.
Zwei Kilometer nordwestlich auf dem Gemeindegebiet von Boylston steht seit 2004 der 411,5 Meter hohe Entravision Tower.
Im ersten Jahr der Wetteraufzeichnungen der Mittleren Vereinigten Staaten (1787) wird Northborough als Schauplatz im Four-State Tornado Swarm erwähnt.

## Persönlichkeiten
- Elijah Brigham (1751–1816), Politiker
- John Davis (1787–1854), Politiker
- John Sullivan Dwight (1813–1893), Transzendentalist, zeitweise Lehrer in Northborough